# Club Atlético Florida
El Club Atlético Florida, o sencillamente Atlético Florida o Atlético, es un club de fútbol uruguayo, de la ciudad de Florida. Fue fundado en 1922 y juega en la Liga de Fútbol de Florida.

## Historia
El Club Atlético Florida fue fundado el 22 de octubre de 1922. Es el club con más títulos de su liga (Liga de Fútbol de Florida), en la cual ha obtenido a lo largo de la historia 32 títulos.

Su desempeño en la Copa El País siempre ha estado entre los mejores, sin embargo su primer título llegó recién en la temporada 2002. En dicho torneo alcanzó la final en otras dos temporadas: 1974 frente a Estudiantil y 2005 frente a Wanderers.

## Uniforme
- Uniforme titular: Camiseta a franjas verticales blancas y celestes, pantalón blanco y medias blancas
- Uniforme alternativo: Camiseta negra con vivos celestes, pantalón celeste y medias celeste.

## Palmarés

### Torneos nacionales
- Copa Nacional de Clubes (1): 2002
- Subcampeón de la Copa Nacional de Clubes (2): 1974, 2005

### Torneos locales
- Campeonato de Liga de Fútbol de Florida (32): 1923, 1927, 1932, 1933, 1938, 1939, 1951, 1955, 1956, 1957, 1961, 1962, 1963, 1971, 1972, 1973, 1975, 1978, 1995, 1996, 1999, 2001, 2002, 2004, 2005, 2006, 2008, 2015, 2017, 2020, 2021, 2023.